# Grovelas
Grovelas ist ein Ort und eine ehemalige Gemeinde (Freguesia) im nordportugiesischen Kreis Ponte da Barca. Die Gemeinde hatte 203 Einwohner (Stand 30. Juni 2011).
Am 29. September 2013 wurden die Gemeinden Grovelas, Crasto und Ruivos zur neuen Gemeinde União das Freguesias de Crasto, Ruivos e Grovelas zusammengeschlossen.